# Atli Örvarsson
Atli Örvarsson (phát âm tiếng Iceland: [ˈahtlɪ ˈœrvarsɔn]; sinh ngày 7 tháng 7 năm 1970) là một nhà biên soạn nhạc nền phim người Iceland. Atli tham gia biên soạn và phối dàn nhạc cho nhiều dự án lớn của Hollywood, bao gồm loạt phim Cướp biển vùng Caribbean, Thiên thần và ác quỷ, The Holiday, The Eagle, Điểm mấu chốt, Mật mã sống còn, Thick as Thieves, Bốn cấp độ đối đầu, và Thời đại phù thủy. Những nhạc phim được Atli biên soạn gần đây có thể kể tới Vũ khí bóng đêm: Thành phố Xương, Hansel và Gretel: Thợ săn phù thủy, A Single Shot, loạt phim của NBC Chicago Fire, và cùng với Hans Zimmer đóng góp phần nhạc cho loạt phim làm lại của Siêu nhân, Người đàn ông thép.

## Danh sách phim
| Năm  | Tên                                             |
| ---- | ----------------------------------------------- |
| 2005 | Stuart Little 3: Call of the Wild               |
| 2006 | Six Degrees                                     |
| 2007 | The Last Confederate: The Story of Robert Adams |
| 2008 | Điểm mấu chốt                                   |
| 2008 | Mật mã sống còn                                 |
| 2009 | Chiến binh La Mã                                |
| 2009 | Bốn cấp độ đối đầu                              |
| 2010 | Law & Order: LA                                 |
| 2011 | Thời đại phù thủy                               |
| 2011 | The Eagle                                       |
| 2013 | Hansel và Gretel: Thợ săn phù thủy              |
| 2013 | Chicago Fire                                    |
| 2013 | Vũ khí bóng đêm: Thành phố Xương                |
| 2013 | A Single Shot                                   |